# Beta (pesca)
La beta consiste en una red de pesca formada por varias piezas, de unos 100 a 150 m de largo por 6 a 9 de ancho. Una vez unidas, se arman mediante dos relingas, una provista de plomos y otra de corchos.
Para pescar con ella se emplean dos embarcaciones, las cuales largan la red formando un círculo, dentro del cual queda una de las embarcaciones, mientras que la otra aguanta los extremos de la red.
Desde la embarcación que se encuentra dentro se golpea el agua con los remos haciendo enmallar los peces. Después se reúnen los dos navíos para cobrar entre ambos la red por las respectivas cabezas, y con ella la pesca. Esta suele consistir en doradas, lisas, sargos, robalizas, etc.
La red se cala de día, de noche, en fondos arenosos, y de media marea creciente a pleamar o de pleamar a media marea vaciante.